# Тихомир Стойчев
Тихомир Ангелов Стойчев е български дипломат, бивш извънреден и пълномощен посланик на Република България в САЩ.

## Биография
Стойчев е роден в село Костенец, област София на 10 август 1962 г. Завършва философия и история във Философския факултет на СУ „Климент Охридски“. Доктор е по политически науки и история.

### Професионален опит
- 2024 - : извънреден и пълномощен посланик във Великобритания
- 2023 - 2024 г.: заместник-министър на външните работи.
- 2016 – 2022 г.: извънреден и пълномощен посланик в САЩ.
- 2012 – 2016 г.: секретар на президента на България по въпросите на външната политика
- 2008 – 2011 г.: заместник-ръководител на българското посолство във Вашингтон (от ноември 2009 до август 2010 г. е и.д. временно управляващ на посолството)[2]
- 2007 – 2008 г.: началник на отдел „Външни отношения на ЕС, бюджет и финансови инструменти, международни икономически и финансови организации“ в дирекция „ЕС“
- 2003 – 2007 г.: съветник по политическите и икономическите въпроси в посолството във Вашингтон
- 2000 – 2003 г.: секретар на Подкомитет II „Вътрешен пазар“ в дирекция „Европейска интеграция“
- 1996 – 2000 г.: трети секретар в Мисията на Република България към ЕС в Брюксел, Белгия
- 1994 – 1996 г.: държавен експерт в дирекция „Европейска интеграция“ по въпросите на политическия диалог и сътрудничеството с ЕС в областите „Обща външна политика и политика за сигурност“ и „Правосъдие и вътрешен ред“.

### Награди
- Командорски кръст на Ордена за заслуги към Република Полша (2015)
- Възпоменателен медал по случай 100-годишнината от установяването на дипломатическите отношения между България и САЩ (2003)